# 4Ocean
4Ocean est une entreprise à but lucratif fondée à Boca Raton (Floride) en 2017. 4Ocean vend des bracelets fabriqués à partir de matériaux recyclés, ainsi que des vêtements et d'autres biens produits avec des matériaux provenant de sources écologiquement et socialement responsables.
Bien que 4Ocean soit une entreprise à but lucratif, elle est également certifiée B Corp, une certification à destination des entreprises qui approuve les bienfaits de l'entreprise pour l'environnement et les populations.
L'entreprise utilise une partie des bénéfices générés par la vente de bracelets pour favoriser l'élimination des déchets marins à raison d'une livre de déchets par achat (près de 0,5 kg). 4Ocean mène des opérations de nettoyage en Floride, à Haïti, au Guatemala et à Bali (Indonésie),,, et organise des événements de nettoyage par bénévolat dans un certain nombre de pays. L'idée de la livre de déchet ramassée par bracelet acheté s'étend aussi aux autres produits de l'entreprise. C'est la "One Pound Promise", en français "promesse de la livre".

## Histoire
4Ocean a été fondée par Alex Schulze et Andrew Cooper qui, lors d'un voyage à Bali (Indonésie), ont remarqué que les plages étaient remplies de déchets plastiques ; Schulze et Cooper ont vu des pêcheurs pousser leurs bateaux à travers une "mer de déchets" avant de partir pêcher. Après avoir appris que les déchets plastiques s'accumulaient sur les côtes de l'île en raison des courants océaniques, ils ont commencé à imaginer des opérations de nettoyage à grande échelle pour se débarrasser de tous ces déchets.
Schulze et Cooper ont créé un modèle commercial permettant aux bénévoles d'avoir accès à l'équipement et aux ressources nécessaires pour récolter les déchets aussi bien en mer que le long des côtes.
En 2022, 4Ocean affirme avoir éliminé plus de 25 millions de livres de déchets des quatre coins du monde depuis sa création. En janvier 2019, l'entreprise comptait plus de 200 salariés. En août 2020, la B Corp a révélé qu'en raison de la pandémie de Covid-19, l'entreprise avait licencié 136 de ses 179 employés.

## Modèle d'affaires
4Ocean est une entreprise commerciale à but lucratif financée entièrement par la vente de ses produits en ligne. Ces fonds sont répartis entre le financement des opérations de nettoyage et l'achat de  matériel de nettoyage en haute mer. Par tranche de 20 $ de chiffre d'affaires, 4Ocean affirme que ses employés récupèrent une livre de déchets plastiques dans les océans et le long des côtes.
En novembre 2019, un article de Business Insider a montré que  4Ocean avait acheté 4 290 publicités (dépensant 3 654 791 $) sur Facebook. Cela fait de l'entreprise le 14e acheteur de publicités politiques, électorales ou thématiques sur la plateforme.

## Récompenses
- 4Ocean a remporté le prix "Agent of Change" du magazine Surfer[13].
- Les fondateurs de 4Ocean ont été nommés dans la liste "30 Under 30 — Social Entrepreneurs 2019" du magazine Forbes[14].
- Les fondateurs de 4Ocean ont été nommés dans la "201 Creative Class" par Newsweek[15].

## Voir également
- Pollution marine
- Microplastique
- Pollution plastique
- Durabilité
- The Ocean Cleanup